# Агарков, Юрий Павлович
Ю́рий Па́влович Ага́рков (род. 8 января 1987, Кременная, Ворошиловградская область) — украинский шоссейный и трековый велогонщик, выступавший на профессиональном уровне в период 2009—2016 годов. Чемпион Украины в командной гонке преследования, победитель «Гран-при Донецка», участник многодневных гонок высшей категории «Тур Дании», «Тур Хайнаня» и др. Мастер спорта Украины международного класса.

## Биография
Юрий Агарков родился 8 января 1987 года в городе Кременная Луганской области Украинской ССР. Проходил подготовку в Донецком республиканском высшем училище олимпийского резерва им. С. Бубки, был подопечным заслуженного тренера Украины Николая Мирчановича Мырзы.
Дебютировал на профессиональном уровне в 2007 году в составе донецкой континентальной команды ISD Sport Donetsk. Уже в дебютном сезоне отметился выступлениями на молодёжном «Туре Берлина» и «Флеш дю Сюд» в Люксембурге.
В 2008 году в гонке Triptyque des Monts et Châteaux во Франции одержал победу на одном из этапов, тогда как в генеральной классификации стал пятым. Выступил на «Гран-при Сочи», «Гран-при Донецка», «Тур де Рибас» и других гонках первой и второй категорий.
В 2009 году финишировал вторым на Ля Кот Пикард, уступив только россиянину Тимофею Крицкому. Показал четвёртый результат на «Мемориале Олега Дьяченко», принял участие в многодневной гонке высшей категории «Тур Дании» и в шоссейном чемпионате Европы в Бельгии.
В 2010 году победил на одном из этапов «Тура Секейского края» в Румынии, участвовал в гонках «Гран-при Адыгеи» и «Пять колец Москвы».
Был лучшим на «Гран-при Донецка» 2011 года, показал второй результат на одном из этапов «Гран-при Адыгеи», тогда как на «Пяти кольцах Москвы» финишировал четвёртым в прологе и расположился на девятой строке в генеральной классификации.
Продолжая представлять ISD, участвовал в «Туре Кореи», «Туре Хайнаня», «Туре Украины» и других гонках. В 2013 году финишировал третьим на «Кубке мэра» в Москве.
С 2015 года выступал преимущественно в Китае за китайские команды Team Lvshan Landscape и Hainan Jilun-Shakeland.
В 2016 году одержал победу на трековом чемпионате Украины в командной гонке преследования совместно с Дмитрием Пономаренко, Владимиром Фредюком и Владимиром Когутом.
За выдающиеся спортивные достижения удостоен почётного звания «Мастер спорта Украины международного класса».